# Dermatite
 Mise en garde médicale
Les dermatites sont des maladies de la peau.

Elles peuvent avoir des causes multiples, éventuellement conjointes.
- Dermatite de contact
- Dermatite actinique chronique
- Dermatite bulleuse auto-immune
- Dermatite cercarienne
- Dermatite herpétiforme
- Dermatite séborrhéique
- Eczéma
- Dermatite atopique
- Kwashiorkor

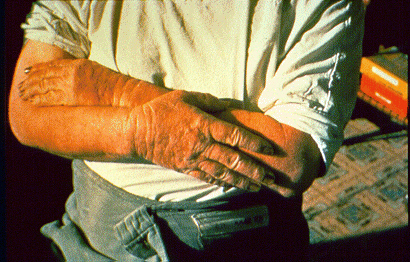
Dermatite de contact due à la manipulation de kérosène

- Gua sha, une méthode chinoise traditionnelle consistant à causer des lésions tissulaires
- Dermatite flagellaire